# Jaime de Rocamora y López Varea
Jaime de Rocamora y López Varea (Orihuela, 1530-Orihuela, 1622) fue el VII señor de Benferri y de Puebla de Rocamora.

## Biografía
Jaime nació en Orihuela en 1530. Era el único hijo nacido del matrimonio de Jaime Juan de Rocamora y Rocamora y de Isabel López Varea. En 1534 cuando Jaime tenía cuatro años murió su padre, el VI señor de Benferri y de Puebla de Rocamora, de quien heredó sus posesiones.
Fue Familiar del Santo Oficio de la Inquisición de la ciudad de Orihuela. 
Desposado en dos ocasiones, en sus primeras nupcias contrajo matrimonio con Ana de Thomas y Vázquez, con quien tuvo dos hijos. Tras enviudar, contrajo sus segundas nupcias con Ginesa Ruiz, con quien tuvo dos hijas.
Jaime realizó su testamento, que fue publicado el 28 de marzo de 1588, fundando un vínculo para regir la sucesión de sus señoríos. Consta este testamento de nueve cláusulas, señalando el orden sucesorio y los bienes que entraban en dicho vínculo. Una de las cláusulas establecía que en caso de recaer el patrimonio de los Rocamora en mujer, el cónyuge debería adoptar las armas y el apellido de los Rocamora, al igual que la descendencia.
En 1622 y apenas meses antes de fallecer, Jaime emprendió la construcción de una serie de casas en Benferri para poder obtener la Jurisdicción Alfonsina. Logró la independencia municipal de Benferri, quedando la localidad separada de la municipalidad de Orihuela.
Jaime falleció en Orihuela en 1622 a la avanzadísima edad para la época de 92 años. Le sucedió en sus señoríos el mayor de los hijos de su primer matrimonio, su hijo Jerónimo de Rocamora y Thomas, el que más tarde sería el I marqués de Rafal.

## Matrimonio y descendencia
Del primer matrimonio de Jaime con Ana de Thomas y Vázquez nacieron:
- Jerónimo de Rocamora y Thomas I marqués de Rafal, VIII señor de Benferri, VIII señor]] y 'I barón de Puebla de Rocamora

- Francisco de Rocamora y Thomas

Del segundo matrimonio de Jaime con Ginesa Ruiz nacieron:
- Isabel de Rocamora y Ruiz

- Ana de Rocamora y Ruiz